# Scythropia
Scythropia é um gênero de mariposa pertencente à família Acrolepiidae.